# Comuna Novooleksandrivka, Dnipro
Novooleksandrivka (în ucraineană Новоолександрівка) este o comună în raionul Dnipro, regiunea Dnipropetrovsk, Ucraina, formată din satele Bratske, Dniprove, Dorohe, Kameanka, Novooleksandrivka (reședința) și Stari Kodakî.

## Demografie
Componența lingvistică a satului Novooleksandrivka
     Ucraineană (76,29%)
     Rusă (22,86%)
     Alte limbi (0,31%)
Conform recensământului din 2001, majoritatea populației satului Novooleksandrivka era vorbitoare de ucraineană (76,29%), existând în minoritate și vorbitori de rusă (22,86%).